# Eerste divisie 1982/83
Het seizoen 1982/83 van de Nederlandse Eerste divisie had DS '79 als kampioen. De club uit Dordrecht promoveerde daarmee naar de Eredivisie. Ook de nummer 2 FC Volendam mocht rechtstreeks promoveren. In de nacompetitie pakte FC Den Bosch '67 de laatste plek in de Eredivisie. Halverwege de competitie werd SC Amersfoort uit de Eerste divisie gezet vanwege financiële problemen.

## Eerste divisie

### Deelnemende teams
| Club             | Plaats           | Accommodatie           | Capaciteit | Trainer                           |
| ---------------- | ---------------- | ---------------------- | ---------- | --------------------------------- |
| DS '79           | Dordrecht        | Krommedijk             | 12.000     | Hans Dorjee                       |
| De Graafschap    | Doetinchem       | De Vijverberg          | 12.500     | Huib Ruijgrok                     |
| Eindhoven        | Eindhoven        | Aalsterweg             | 27.000     | Ad Versluijs                      |
| FC Den Bosch '67 | 's-Hertogenbosch | De Vliert              | 25.000     | Hans Verèl                        |
| FC Den Haag      | Den Haag         | Zuiderparkstadion      | 11.000     | Cor van der Hart                  |
| FC Volendam      | Volendam         | Volendam Stadion       | 15.000     | Fritz Korbach                     |
| FC VVV           | Venlo            | De Koel                | 20.000     | Sef Vergoossen                    |
| FC Wageningen    | Wageningen       | De Wageningse Berg     | 16.000     | Hans Boersma                      |
| Heracles '74     | Almelo           | Bornsestraat           | 20.000     | Arie Stehouwer                    |
| MVV              | Maastricht       | De Geusselt            | 18.000     | Friedel Rausch Jo Bonfrère (a.i.) |
| SC Amersfoort    | Amersfoort       | Birkhoven              | 10.000     | Henk Hofstee                      |
| SC Cambuur       | Leeuwarden       | Cambuurstadion         | 16.000     | Henk de Jonge                     |
| sc Heerenveen    | Heerenveen       | Gemeentelijk Sportpark | 15.000     | Henk van Brussel                  |
| SC Veendam       | Veendam          | De Langeleegte         | 13.000     | Hans Alleman                      |
| SVV              | Schiedam         | Harga                  | 10.000     | Nol de Ruiter                     |
| Telstar          | Velsen-IJmuiden  | Schoonenberg           | 18.000     | Joop Brand                        |
| Vitesse          | Arnhem           | Nieuw-Monnikenhuize    | 18.000     | Leen Looijen                      |

### Eindstand
| pos | club             | gs | w  | g  | v  | pnt | dv | dt | ds  |
| --- | ---------------- | -- | -- | -- | -- | --- | -- | -- | --- |
| 1.  | DS '79           | 30 | 16 | 10 | 4  | 42  | 59 | 37 | 22  |
| 2.  | FC Volendam      | 30 | 17 | 6  | 7  | 40  | 73 | 41 | 32  |
| 3.  | FC Den Bosch '67 | 30 | 15 | 8  | 7  | 38  | 51 | 28 | 23  |
| 4.  | MVV              | 30 | 13 | 10 | 7  | 36  | 52 | 31 | 21  |
| 5.  | SC Cambuur       | 30 | 15 | 6  | 9  | 36  | 48 | 35 | 13  |
| 6.  | FC Den Haag      | 30 | 11 | 10 | 9  | 32  | 60 | 44 | 16  |
| 7.  | FC VVV           | 30 | 14 | 3  | 13 | 31  | 54 | 56 | -2  |
| 8.  | sc Heerenveen    | 30 | 9  | 12 | 9  | 30  | 46 | 50 | -4  |
| 9.  | SVV              | 30 | 10 | 10 | 10 | 30  | 42 | 55 | -13 |
| 10. | Vitesse          | 30 | 12 | 5  | 13 | 29  | 44 | 41 | 3   |
| 11. | Eindhoven        | 30 | 10 | 8  | 12 | 28  | 41 | 54 | -13 |
| 12. | SC Veendam       | 30 | 7  | 12 | 11 | 26  | 44 | 50 | -6  |
| 13. | FC Wageningen    | 30 | 9  | 5  | 16 | 23  | 43 | 62 | -19 |
| 14. | De Graafschap    | 30 | 8  | 5  | 17 | 21  | 37 | 56 | -19 |
| 15. | Telstar          | 30 | 7  | 6  | 17 | 20  | 37 | 56 | -19 |
| 16. | SC Heracles '74  | 30 | 8  | 2  | 20 | 18  | 41 | 76 | -35 |
| --  | SC Amersfoort    | 15 | 5  | 3  | 7  | 13  | 16 | 29 | -13 |

#### Legenda
| Kleur | Kwalificatie voor                                                                             |
| ----- | --------------------------------------------------------------------------------------------- |
|       | Promotie naar de Eredivisie                                                                   |
|       | Nacompetitie voor promotie naar de Eredivisie                                                 |
|       | Is tijdens het seizoen failliet verklaard. De wedstrijden worden als niet gespeeld beschouwd. |

### Uitslagen
|                  | AME   | DBO   | CAM   | DS    | EVV   | GRA   | DHA   | HEE   | HER   | MVV   | SVV   | TEL   | VEE   | VIT   | VOL   | VVV   | WAG   |
| ---------------- | ----- | ----- | ----- | ----- | ----- | ----- | ----- | ----- | ----- | ----- | ----- | ----- | ----- | ----- | ----- | ----- | ----- |
| SC Amersfoort    |       | X     | 1 – 6 | 2 – 3 | 1 – 0 | X     | X     | 0 – 2 | X     | X     | X     | 0 – 0 | X     | X     | X     | 2 – 0 | 0 – 3 |
| FC Den Bosch '67 | 3 – 0 |       | 4 – 0 | 0 – 1 | 3 – 0 | 1 – 0 | 2 – 0 | 2 – 2 | 7 – 4 | 0 – 0 | 1 – 0 | 1 – 0 | 1 – 1 | 3 – 1 | 4 – 2 | 4 – 0 | 3 – 0 |
| SC Cambuur       | X     | 3 – 1 |       | 0 – 2 | 3 – 0 | 4 – 1 | 2 – 0 | 2 – 2 | 2 – 1 | 1 – 0 | 5 – 0 | 0 – 0 | 1 – 2 | 1 – 0 | 3 – 0 | 0 – 2 | 3 – 1 |
| DS '79           | X     | 2 – 0 | 1 – 3 |       | 3 – 2 | 2 – 0 | 0 – 0 | 2 – 1 | 2 – 0 | 3 – 3 | 3 – 1 | 3 – 1 | 1 – 0 | 2 – 2 | 2 – 2 | 0 – 1 | 2 – 2 |
| Eindhoven        | X     | 0 – 0 | 1 – 0 | 3 – 3 |       | 4 – 2 | 0 – 8 | 2 – 0 | 1 – 0 | 1 – 0 | 4 – 1 | 4 – 0 | 1 – 1 | 0 – 2 | 3 – 1 | 1 – 2 | 0 – 0 |
| De Graafschap    | 0 – 0 | 2 – 2 | 0 – 0 | 0 – 2 | 1 – 3 |       | 0 – 2 | 2 – 2 | 2 – 1 | 2 – 3 | 1 – 2 | 3 – 1 | 1 – 1 | 3 – 1 | 1 – 2 | 0 – 3 | 1 – 2 |
| FC Den Haag      | 1 – 1 | 2 – 1 | 1 – 1 | 0 – 1 | 2 – 1 | 0 – 2 |       | 0 – 2 | 4 – 0 | 2 – 1 | 1 – 1 | 3 – 4 | 3 – 3 | 3 – 1 | 3 – 2 | 1 – 1 | 4 – 1 |
| sc Heerenveen    | X     | 1 – 1 | 2 – 2 | 0 – 1 | 1 – 1 | 2 – 0 | 3 – 3 |       | 1 – 2 | 0 – 0 | 3 – 3 | 3 – 1 | 3 – 2 | 2 – 0 | 1 – 1 | 4 – 1 | 2 – 0 |
| SC Heracles '74  | 1 – 2 | 0 – 4 | 1 – 3 | 0 – 5 | 3 – 2 | 0 – 1 | 0 – 5 | 0 – 1 |       | 0 – 2 | 5 – 1 | 3 – 3 | 3 – 2 | 3 – 2 | 0 – 2 | 4 – 1 | 3 – 1 |
| MVV              | 5 – 0 | 0 – 0 | 3 – 1 | 5 – 1 | 5 – 0 | 1 – 0 | 1 – 1 | 4 – 0 | 2 – 1 |       | 0 – 1 | 1 – 0 | 2 – 2 | 2 – 2 | 3 – 3 | 3 – 1 | 3 – 0 |
| SVV              | X     | 0 – 2 | 1 – 0 | 2 – 2 | 1 – 1 | 0 – 3 | 1 – 1 | 1 – 2 | 1 – 1 | 1 – 0 |       | 3 – 2 | 2 – 2 | 0 – 0 | 2 – 0 | 4 – 1 | 2 – 0 |
| Telstar          | X     | 1 – 1 | 1 – 1 | 0 – 1 | 3 – 1 | 1 – 3 | 2 – 4 | 3 – 0 | 2 – 3 | 3 – 1 | 0 – 0 |       | 0 – 3 | 3 – 2 | 1 – 2 | 0 – 2 | 1 – 0 |
| SC Veendam       | 1 – 0 | 0 – 1 | 1 – 2 | 0 – 0 | 1 – 1 | 1 – 1 | 2 – 2 | 5 – 3 | 1 – 0 | 1 – 1 | 2 – 2 | 1 – 0 |       | 0 – 2 | 0 – 0 | 3 – 2 | 2 – 3 |
| Vitesse          | 2 – 3 | 1 – 0 | 1 – 2 | 2 – 2 | 1 – 0 | 0 – 1 | 2 – 1 | 1 – 1 | 3 – 0 | 2 – 1 | 1 – 2 | 3 – 0 | 4 – 2 |       | 3 – 2 | 3 – 0 | 2 – 1 |
| FC Volendam      | 2 – 4 | 1 – 1 | 1 – 2 | 2 – 1 | 5 – 0 | 4 – 0 | 2 – 1 | 3 – 0 | 4 – 2 | 1 – 1 | 7 – 2 | 3 – 2 | 3 – 0 | 2 – 0 |       | 6 – 1 | 4 – 1 |
| FC VVV           | X     | 2 – 1 | 3 – 1 | 1 – 5 | 0 – 2 | 6 – 2 | 3 – 1 | 2 – 2 | 4 – 0 | 1 – 2 | 3 – 1 | 1 – 1 | 5 – 0 | 1 – 0 | 0 – 2 |       | 4 – 2 |
| FC Wageningen    | X     | 3 – 0 | 2 – 0 | 4 – 4 | 2 – 2 | 3 – 2 | 2 – 2 | 3 – 0 | 5 – 1 | 0 – 2 | 2 – 4 | 0 – 1 | 0 – 4 | 1 – 0 | 1 – 4 | 1 – 0 |       |

## Topscorers
| #   | Naam              | Club             | Goal |
| --- | ----------------- | ---------------- | ---- |
| 1.  | Bram Rontberg     | FC Den Haag      | 23   |
| 2.  | Anne Evers        | DS '79           | 20   |
| 3.  | Roger Schouwenaar | FC Den Bosch '67 | 18   |
|     | Wim van der Horst | FC Den Bosch '67 | 18   |
| 5.  | Frank Kramer      | FC Volendam      | 14   |
| 6.  | Wim Tol           | FC Volendam      | 13   |
| 7.  | Rudolf Metz       | SC Veendam       | 12   |
|     | Kees Guijt        | FC Volendam      | 12   |
|     | Han Unaola        | SC Heracles      | 12   |
| 10. | Jan Schulting     | sc Heerenveen    | 11   |
|     | Jan Könemann      | SVV              | 11   |
|     | Willy Bothmer     | FC VVV           | 11   |

## Nacompetitie

### Eindstand
| pos | club             | gs | w | g | v | pnt | dv | dt | ds |
| --- | ---------------- | -- | - | - | - | --- | -- | -- | -- |
| 1.  | FC Den Bosch '67 | 6  | 4 | 1 | 1 | 9   | 11 | 4  | 7  |
| 2.  | SC Cambuur       | 6  | 3 | 2 | 1 | 8   | 8  | 5  | 3  |
| 3.  | FC VVV           | 6  | 2 | 0 | 4 | 4   | 4  | 8  | -4 |
| 4.  | MVV              | 6  | 1 | 1 | 4 | 3   | 4  | 10 | -6 |

### Legenda
| Kleur | Kwalificatie voor           |
| ----- | --------------------------- |
|       | Promotie naar de Eredivisie |

### Uitslagen
|                  | DBO   | CAM   | MVV   | VVV   |
| ---------------- | ----- | ----- | ----- | ----- |
| FC Den Bosch '67 |       | 2 – 0 | 2 – 1 | 0 – 2 |
| SC Cambuur       | 1 – 1 |       | 1 – 1 | 2 – 1 |
| MVV              | 0 – 3 | 0 – 3 |       | 0 – 1 |
| FC VVV           | 0 – 3 | 0 – 1 | 0 – 2 |       |

SC Amersfoort ·
FC Den Bosch '67 ·
SC Cambuur ·
DS '79 ·
Eindhoven ·
De Graafschap ·
FC Den Haag ·
sc Heerenveen ·
Heracles '74 ·
MVV ·
SVV ·
Telstar ·
SC Veendam ·
Vitesse ·
FC Volendam ·
FC VVV ·
FC Wageningen
Eerste klasse

1955/56

Eerste divisie

1956/57 · 1957/58 · 1958/59 · 1959/60 · 1960/61 · 1961/62 · 1962/63 · 1963/64 · 1964/65 · 1965/66 · 1966/67 · 1967/68 · 1968/69 · 1969/70 · 1970/71 · 1971/72 · 1972/73 · 1973/74 · 1974/75 · 1975/76 · 1976/77 · 1977/78 · 1978/79 · 1979/80 · 1980/81 · 1981/82 · 1982/83 · 1983/84 · 1984/85 · 1985/86 · 1986/87 · 1987/88 · 1988/89 · 1989/90 · 1990/91 · 1991/92 · 1992/93 · 1993/94 · 1994/95 · 1995/96 · 1996/97 · 1997/98 · 1998/99 · 1999/00 · 2000/01 · 2001/02 · 2002/03 · 2003/04 · 2004/05 · 2005/06 · 2006/07 · 2007/08 · 2008/09 · 2009/10 · 2010/11 · 2011/12 · 2012/13 · 2013/14 · 2014/15 · 2015/16 · 2016/17 · 2017/18 · 2018/19 · 2019/20 · 2020/21 · 2021/22 · 2022/23 · 2023/24 · 2024/25

Eredivisie · Eerste divisie · Johan Cruijff Schaal · KNVB Beker · Play-offs